# Лаутенбах (приток Аблаха)
Лаутенбах (нем. Lautenbach) — река в Германии, протекает по земле Баден-Вюртемберг. Длина — 2,3 км.
Река начинается на высоте 631 м от слияния двух потоков длиной в несколько десятков метров. Устье находится на высоте 589 м.
Служит административной границей между территориями населённых пунктов Гёггинген, Краухенвис и Мескирх.